# Lac Marquette
Lac Marquette är en sjö i Kanada.   Den ligger i regionen Saguenay–Lac-Saint-Jean och provinsen Québec, i den östra delen av landet, 400 km norr om huvudstaden Ottawa. Lac Marquette ligger 420 meter över havet. Arean är 8,9 kvadratkilometer. Den sträcker sig 12,1 kilometer i nord-sydlig riktning, och 6,8 kilometer i öst-västlig riktning.
I omgivningarna runt Lac Marquette växer i huvudsak blandskog. Trakten runt Lac Marquette är nära nog obefolkad, med mindre än två invånare per kvadratkilometer.